# Nintendo Labo
Nintendo Labo — серия игрушек-конструкторов, разработанных компанией Nintendo и первоначально выпущенных в апреле 2018 года. Наборы Labo состоят из двух частей: программного обеспечения и материалов, таких как: листы картона, шнуры, резинки, наклейки и прочее. Игрок собирает конструкции из картона и материалов, после чего, используя контроллеры Joy-Con и экран консоли Nintendo Switch он может взаимодействовать с получившейся моделью, называемой «Toy-Con». Nintendo разработала Labo для обучения базовым принципам инженерного дела, физики и программирования.

## Сборка и игровой процесс
Nintendo Labo выпускается в виде индивидуальных наборов конструктора, каждый из которых состоит из подготовленных картонных листов и прочих материалов для сборки одной или более моделей Toy-Con, а также картриджа для Nintendo Switch на котором находится интерактивное руководство с инструкциями по сборке модели, а также программное обеспечение с которым может взаимодействовать собранный Toy-Con. Как только игрок заканчивает со сборкой модели Toy-Con, то в неё вставляются один или два контроллера Joy-Con и экран консоли Nintendo Switch. Каждый Toy-Con по-разному использует функционал контроллеров Joy-Con и экрана консоли. Например, у модели Toy-Con «фортепиано», нажатия клавиш считываются при помощи инфракрасной камеры контроллера, тогда как Toy-Con «машинка» двигается благодаря функции вибрации «HD Rumble» обоих контроллеров, которая при этом управляется при помощи сенсорного экрана консоли. Игроки могут украшать модели, раскрашивая картонные части и прикрепляя наклейки и другие материалы. Поставляемое программное обеспечение содержит объяснения того как Toy-Con взаимодействует с Nintendo Switch, например показывая как происходит считывание меток при помощи инфракрасного сенсора.

### Мастерская Toy-Con
Программное обеспечение Nintendo Labo включает среду разработки «Мастерская Toy-Con», с помощью которой игроки могут создавать и программировать свои собственные модели Toy-Con, взяв за основу имеющиеся наборы Labo или используя собственные материалы и применяя простой командный язык, предоставляемый программой. Использование Мастерской Toy-Con основано на простых командах соединения входных и выходных узлов. Когда происходит событие на входном узле, оно активирует соответствующее событие на выходном. Для модификации события, между входным и выходным узлами могут быть вставлены промежуточные узлы. Например, входным узлом может быть нажатие определённой кнопки или движение контроллера, промежуточным узлом - условие нажатия кнопки определённого количества раз для того, чтобы событие передалось в выходной узел. Событиями выходных узлов могут быть такие действия как вибрация контроллеров Joy-Con или включение экрана консоли. Среда предоставляет несколько настроек для изменения каждого из узлов, например регулирование чувствительности и направления аналогового стика в качестве входного узла. Несколько входных-выходных команд могут быть использованы в комбинации для создания более комплексных программ.

## Наборы Labo
Первые два набора, «Ассорти» и «Робот» были выпущены в Северной Америке, Австралии и Японии 20 апреля 2018 года, после чего они также стали доступны в Европе 27 апреля 2018 года. Кроме того, также был отдельно выпущен набор аксессуаров, содержащий трафареты, наклейки и ленты для украшения собранных моделей. Наборы для замены отдельных частей Toy-Con доступны для покупки в онлайн магазине Nintendo, тогда как для бесплатной загрузки были опубликованы шаблоны для самостоятельного изготовления запасных частей моделей. Хотя на момент запуска Nintendo не подтверждала планов по выпуску дополнительных Toy-Con, однако журналисты обнаружили что в проморолике были также показаны и другие конфигурации Toy-Con, из чего было сделано предположение, что в будущем могут быть выпущены и другие наборы Labo.

### Набор Ассорти

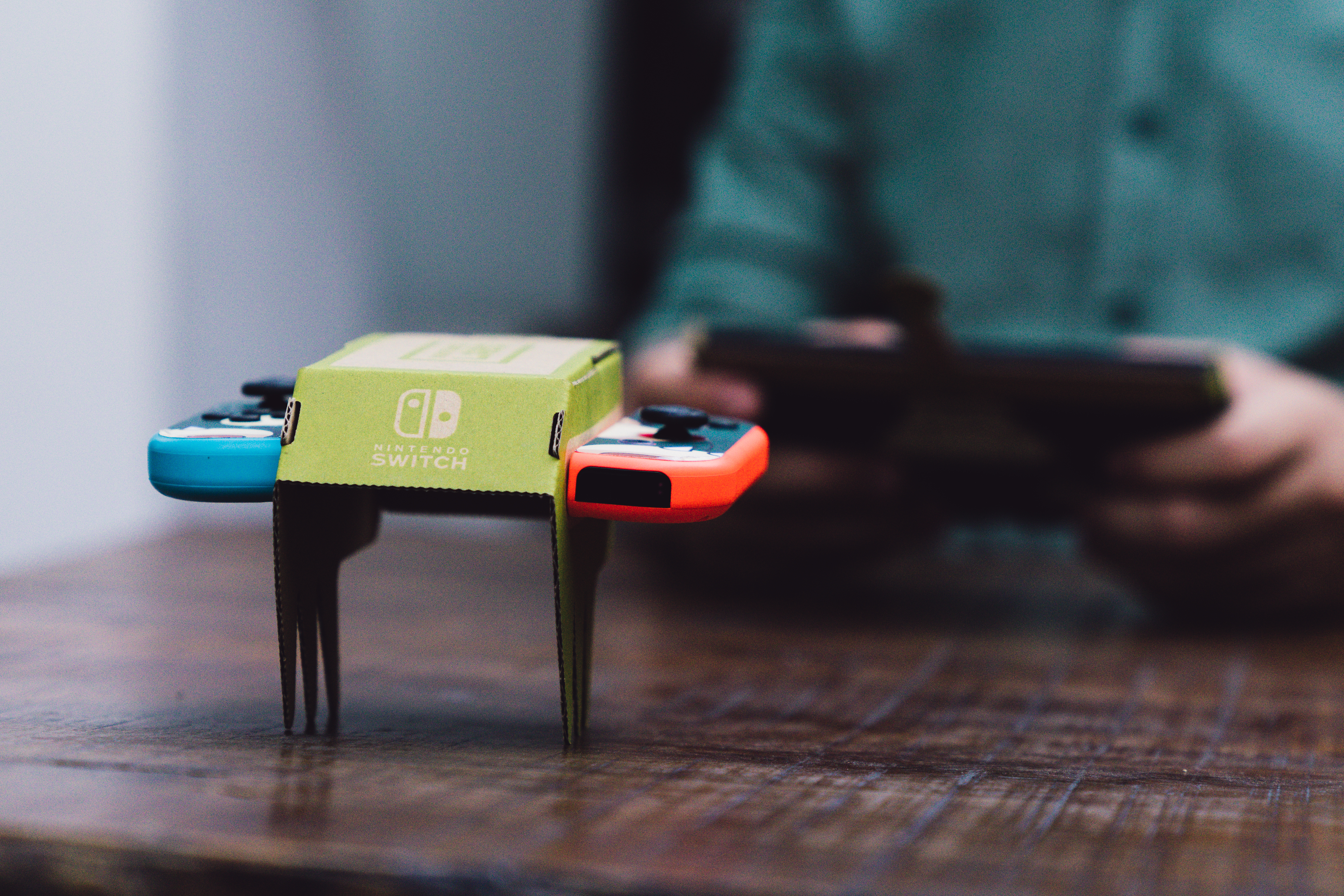
Модель радиоуправляемой «машинки» со вставленными контроллерами Joy-Con по бокам, контролируется основным блоком консоли Switch (справа)

Набор «Ассорти» состоит из пяти индивидуальных моделей Toy-Con:
- Две беспроводные «машинки», которые получают импульс и рулевое управление от вибрации вложенных в модель контроллеров Joy-Con. Программное обеспечение позволяет игроку управлять машинкой как обычным колесным механизмом с беспроводным подключением, используя экран консоли как пульт управления. Кроме того, программа даёт возможность машинке следовать за целями, используя инфракрасную камеру правого контроллера Joy-Con.
- Удочка использует контроллеры Joy-Con в катушке и ручке. Игра получает данные от гироскопов контроллеров для симуляции мини-игры рыбалки.
- Игрушечное фортепиано с полной октавой клавиш, где экран консоли вкладывается в верхнюю часть модели и имитирует подставку для нот.
- Мотоцикл использует вставленные в ручки контроллеры Joy-Con для поворота. Модель также может использоваться в качестве контроллера для игр Mario Kart 8 Deluxe и Moto Rush GT[12][13].
- Дом имеет слот для установки различных приспособлений, которые могут взаимодействовать с игрой на экране консоли.

В составе набора идёт игровой картридж с интерактивным руководством по сборке каждой модели Toy-Con и по меньшей мере одной мини-игрой для каждого Toy-Con. Некоторые модели имеют несколько мини-игр, например для мотоцикла доступны как мини-игра с гонкой по треку, так и возможность создания своей трассы, а также сканирование любого объекта при помощи инфракрасной камеры для создания трека на основе геометрии объекта. Возможность сканирования при помощи инфракрасной камеры также используется для удочки, чтобы создавать новые модели рыб для ловли и в фортепиано для изменения формы звуковой волны.

### Набор Робот

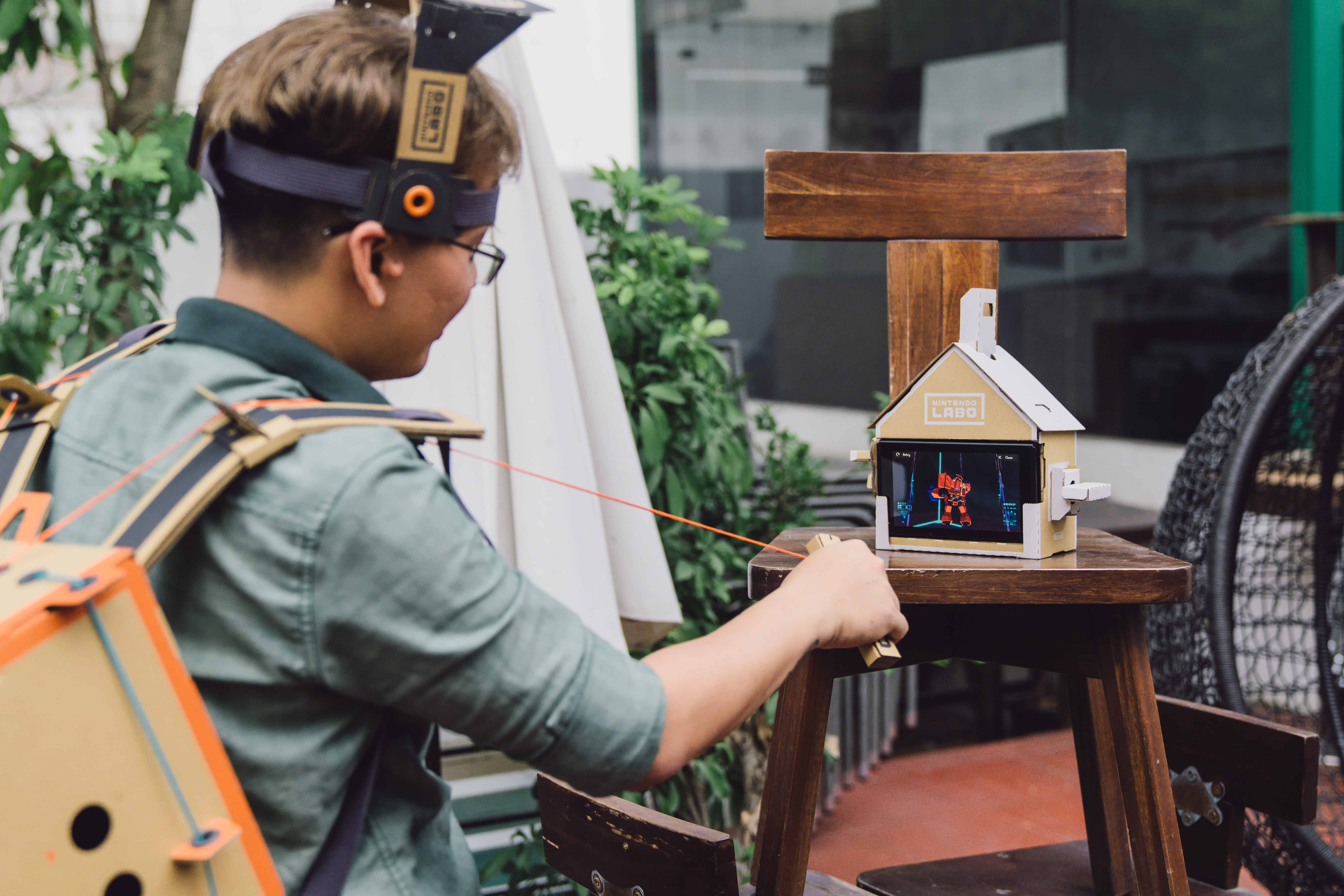
Игрок использует набор «Робот», чтобы взаимодействовать с игрой на консоли Switch (справа)

Набор «Робот» позволяет игроку собрать меха-костюм, состоящий из визора, который выступает держателем левого контроллера Joy-Con для считывая положения в пространстве и рюкзак, который отвечает за считывание движений рук и ног. Собранные компоненты позволяют игроку совершать манипуляции в виртуальном мире. Программное обеспечение включает в себя несколько игровых режимов: «Робот», «VS», «Соревнование», «Робо-студия» и «Ангар». Режим «Робот» даёт игроку управлять гигантским роботом, атакующим цели в городе, летать над землей и трансформироваться в танк. Режим для двух игроков «VS» позволяет игрокам сражаться друг против друга с помощью собранных роботов, для чего каждому из игроков необходимо иметь свой собственный Toy-Con. В режиме «Соревнование», игрок может проходить миссии, чтобы открывать специальные умения, которые потом можно использовать в других режимах игры. Режим «Робо-студия» позволяет игроку вставить консоль Nintendo Switch в модель Toy-Con и играть со звуковыми эффектами, воспроизводящимися при движении. Режим «Ангар» даёт игроку возможность изменять цвет и внешность робота в игре.
Журналисты отмечали сходство между данным набором и «Project Giant Robot», прототипом игры для Wii U, в котором игроки использовали возможности гироскопов контроллера Wii U GamePad для управления роботом и перемещению по городу. Project Giant Robot был предварительно представлен на E3 2014 и считалось, что будет связан с игрой Star Fox Zero, однако впоследствии он был отменён Nintendo. Разработчики Labo во время интервью заявили, что изначальным прототипом набора был танк с набором напольных педалей для управления, однако от этой идеи отказались, так как существовала вероятность, что игроки могли раздавить модели при использовании и кроме того, первоначально набор не задействовал использование гироскопов контроллеров Joy-Con. Для решения этих проблем, прототип был изменён и пользователи после сборки надевают на спину модель «Carry-Con».

### Набор Транспорт
Объявление о выходе набора «Транспорт» было сделано Nintendo в июле 2018 года и он поступил в продажу по всему миру 14 сентября 2018 года. Набор «Транспорт» включает в себя детали для создания трёх движущихся конструкций: одной для машины, одной для самолёта и одной для подводной лодки. У каждой модели есть отверстие для ключа, которым является Toy-Con. Поставляемая в комплекте игра позволяет игрокам управлять машинами, самолётами и подводными лодками, переключаясь между ними путём перестановки ключа в соответствующую конструкцию. Программное обеспечение поддерживает кооперативную игру, при которой второй игрок использует другой Toy-Con. Набор состоит из модель педали, которая обеспечивает движение каждого транспорта, двух моделей Toy-Con представляющих собой ключ, Toy-Con банки с краской и подставки для консоли, чтобы удерживать её на модели Toy-Con машины.

### Набор VR
Набор «VR» (с англ. — «Виртуальная реальность») был выпущен 12 апреля 2019 года. Его центральной темой является возможность для игрока собрать картонные очки аналогичные Google Cardboard для просмотра стереоскопических изображений с использованием консоли Nintendo Switch. Основной комплект поставляется с пятью предметами, которые прикрепляются к VR очками: бластер, фотоаппарат, птица, слон и ветропедаль. Кроме того, набор был выпущен в упрощённом варианте, который включает в себя лишь очки и бластер, тогда как остальные модели нужно покупать отдельно.

## Взаимодействие с другими играми
Посла выпуска Nintendo Labo некоторые игры получили бесплатные обновления дающие возможность использовать те или иные модели Toy-Con. Для игры Mario Kart 8 Deluxe, в июне 2018 года было выпущено обновление позволяющее игрокам использовать Toy-Con «мотоцикл» из набора «Ассорти», а в августе 2018 года Nintendo объявила, что модель руля из грядущего набора «Транспорт» также будет поддерживаться в игре. Музыкальная аркада Deemo от тайваньского разработчика Rayark, после технической демонстрации в апреле 2018 года и объявлении о поддержке в августе 2018 года получила возможность использовать «фортепиано» для части внутриигровых композиций в октябре того же года, таким образом став первой сторонней игрой поддерживающей интеграцию с Labo. В январе 2019 года в японском журнале Famitsu было объявлено, что симулятор рыбалки Fishing Star: World Tour будет поддерживать Toy-Con «удочка». В апреле 2019 года, Nintendo выпустила обновление для The Legend of Zelda: Breath of the Wild и Super Mario Odyssey для использования очков из комплекта VR, а в следующем месяце ввела ограниченную поддержку виртуальной реальности в Super Smash Bros. Ultimate. 30 июля 2019 года Captain Toad: Treasure Tracker получила обновление для поддержки режима виртуальной реальности на четырёх уровнях игры, а также для осмотра экрана выбора уровней на 360 градусов, используя Toy-Con «очки VR». 23 мая 2019 года в Японии и 23 апреля 2020 года в остальных странах была выпущена среда разработки Puchikon 4 SmileBASIC, которая поддерживает модели Toy-Con: «фортепиано», «удочка», «мотоцикл» и набор «Робот» для использования в играх, созданных внутри программы. 27 мая 2019 было объявлено о том, что версия игры Spice and Wolf VR для выйдет 5 сентября 2019 года и будет поддерживать Toy-Con «очки VR». В январе 2020 года, игра Neonwall также получила обновление для поддержки очков виртуальной реальности.

## Отзывы
| Сводный рейтинг | Сводный рейтинг |
| Агрегатор       | Оценка          |
| --------------- | --------------- |
| GameRankings    | 76,90 %         |